# Зимние Олимпийские игры 2002
XIX зи́мние Олимпи́йские и́гры проходили с 8 по 24 февраля 2002 года в Солт-Лейк-Сити (Юта, Соединённые Штаты Америки).
В программу игр были включены следующие олимпийские виды спорта: горные лыжи, биатлон, бобслей, кёрлинг, лыжные гонки, фигурное катание, фристайл, лыжное двоеборье, санный спорт, конькобежный спорт, шорт-трек, скелетон, прыжки на лыжах с трамплина, хоккей с шайбой, сноуборд.
В играх принимали участие 2399 спортсменов (886 женщин и 1513 мужчин) из 77 стран. 18 национальных сборных завоевали золотые награды, в том числе Китай и Австралия, которые завоевали свои первые золотые медали за всю историю участия в зимних Олимпиадах. Лидером в командном зачёте стала сборная Норвегии, завоевавшая 13 золотых, 5 серебряных и 7 бронзовых медалей.

## Выбор столицы игр
Солт-Лейк-Сити был выбран в качестве столицы XIX зимних Олимпийских игр во время 104-й сессии МОК в Будапеште. Также на проведение игр претендовали Остерсунд (Швеция), Квебек (Канада) и Сьон (Швейцария). Однако, Солт-Лейк-Сити был выбран уже после первого этапа голосования.
| Выборы столицы XIX зимних Олимпийских игр | Выборы столицы XIX зимних Олимпийских игр | Выборы столицы XIX зимних Олимпийских игр | Выборы столицы XIX зимних Олимпийских игр |
| ----------------------------------------- | ----------------------------------------- | ----------------------------------------- | ----------------------------------------- |
| Кандидат                                  | Страна                                    | 1 этап                                    |                                           |
| Солт-Лейк-Сити                            | США                                       | 54                                        |                                           |
| Эстерсунд                                 | Швеция                                    | 14                                        |                                           |
| Сьон                                      | Швейцария                                 | 14                                        |                                           |
| Квебек                                    | Канада                                    | 7                                         |                                           |

## Виды спорта
В программу зимних Олимпийских игр 2002 года были включены соревнования по семи видам спорта, разделённым на 15 дисциплин. Всего было разыграно 86 комплектов наград:
1. Биатлон (подробнее)
2. Бобслей
  -  Бобслей (подробнее)
  -  Скелетон (подробнее)
3. Кёрлинг (подробнее)
4. Коньковые виды спорта
  -  Конькобежный спорт (подробнее)
  -  Фигурное катание (подробнее)
  -  Шорт-трек (подробнее)
5. Лыжные виды спорта
  -  Горнолыжный спорт (подробнее)
  -  Лыжное двоеборье (подробнее)
  -  Лыжные гонки (подробнее)
  -  Прыжки на лыжах с трамплина (подробнее)
  -  Фристайл (подробнее)
  -  Сноуборд (подробнее)
6. Санный спорт (подробнее)
7. Хоккей (подробнее)

## Скандалы
После выбора Солт-Лейк-Сити столицей игр разразился скандал, связанный с получением некоторыми членами МОК неподобающих подарков и других преференций. Например, Жан-Клод Ганга из Конго бесплатно лечил в Солт-Лейк-Сити свою тёщу, сын Башира Аттарабулси (Ливия) получил грант на учёбу в местном университете, а сын Кима Йонга (Южная Корея) устроился в городе на работу для получения вида на жительство. В 1999 году эти и ряд других членов МОК были исключены из МОК.
Игры были омрачены многочисленными скандалами, большинство из которых было связано с употреблением спортсменами допинга. Некоторые участники игр были лишены завоёванных олимпийских медалей (в том числе и золотых) за употребление запрещённых препаратов.
В фигурном катании произошло событие, не имевшее прецедента за всю историю зимних Олимпийских игр — был вручён второй комплект золотых олимпийских медалей, канадской паре Сале/Пелетье. В итоге, золотыми медалями были награждены как россияне Антон Сихарулидзе и Елена Бережная, занявшие первое место, так и канадцы. Чисто выполнивших свою программу россиян Бережную/Сихарулидзе поставили на первое место, однако потом к ним добавили на верхнюю ступеньку пьедестала канадскую пару; в подкупе судей в пользу российских фигуристов обвинялся криминальный авторитет Алимжан Тохтахунов («Тайванчик»).

## Неофициальный командный зачёт
Неожиданностью стал провал сборной Швеции, которая на вторых зимних Играх подряд не выиграла ни одной золотой медали.
| Общее количество медалей |                  |        |         |        |       |
| №                        | Страна           | Золото | Серебро | Бронза | Всего |
| 1                        | Норвегия         | 13     | 5       | 7      | 25    |
| 2                        | Германия         | 12     | 16      | 8      | 36    |
| 3                        | США              | 10     | 13      | 11     | 34    |
| 4                        | Канада           | 7      | 3       | 7      | 17    |
| 5                        | Россия           | 5      | 4       | 4      | 13    |
| 6                        | Франция          | 4      | 5       | 2      | 11    |
| 7                        | Италия           | 4      | 4       | 5      | 13    |
| 8                        | Финляндия        | 4      | 2       | 1      | 7     |
| 9                        | Нидерланды       | 3      | 5       | 0      | 8     |
| 10                       | Австрия          | 3      | 4       | 10     | 17    |
| 11                       | Швейцария        | 3      | 2       | 6      | 11    |
| 12                       | Хорватия         | 3      | 1       | 0      | 4     |
| 13                       | Китай            | 2      | 2       | 4      | 8     |
| 14                       | Республика Корея | 2      | 2       | 0      | 4     |
| 15                       | Австралия        | 2      | 0       | 0      | 2     |
| 16                       | Чехия            | 1      | 2       | 0      | 3     |
| 17                       | Эстония          | 1      | 1       | 1      | 3     |
| 18                       | Великобритания   | 1      | 0       | 1      | 2     |
| 19                       | Швеция           | 0      | 2       | 5      | 7     |
| 20                       | Болгария         | 0      | 1       | 2      | 3     |
| 21                       | Япония           | 0      | 1       | 1      | 2     |
| 22                       | Польша           | 0      | 1       | 1      | 2     |
| 23                       | Беларусь         | 0      | 0       | 1      | 1     |
| 24                       | Словения         | 0      | 0       | 1      | 1     |
|                          | Всего            | 80     | 76      | 78     | 234   |

## Участники
В Играх приняло участие 78 стран. В зимних Играх дебютировали 5 стран: Гонконг, Камерун, Непал, Таджикистан и Таиланд. Мексика, Сан-Марино и Фиджи вернулись в зимние Олимпийские игры после их неучастия в зимних Олимпийских играх 1998 года.

## В филателии
- Почтовые марки России, 2002 год
- Горнолыжный спорт
- Фигурное катание
- Прыжки с трамплина